# Peter Boisen (arkitekt)

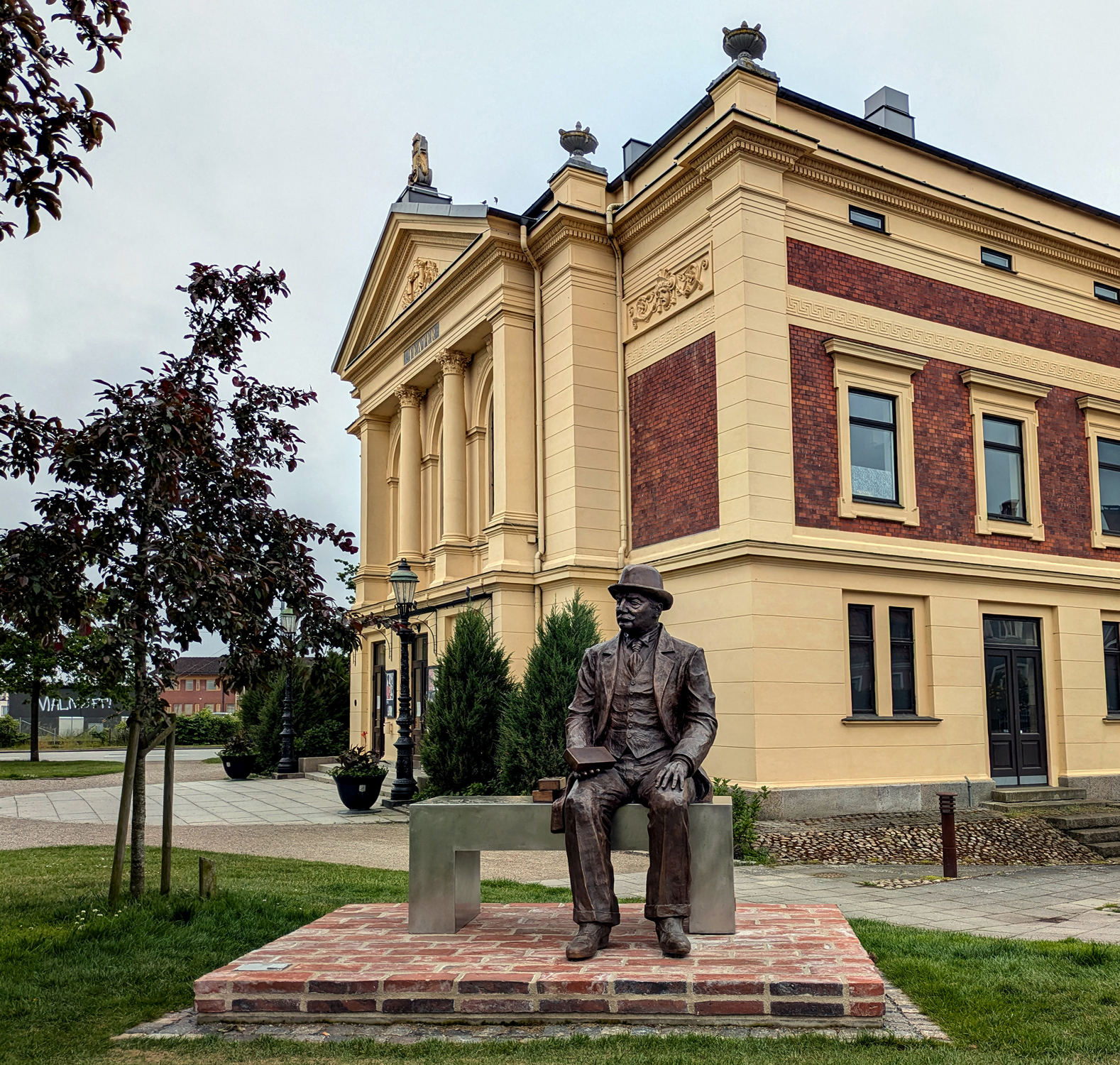
Staty av Peter Boisen vid Ystads Teater, statyn invigdes 23 april 2025.

Peter Outzen Nannestad Boisen, född 21 juli 1836, död 17 februari 1908, var en svensk arkitekt.

## Biografi
Peter Boisen föddes i Danmark som äldste son till kyrkoherden Lars Boisen i Vesterborgs församling på Lolland. Han studerade arkitektur i Köpenhamn och flyttade över sundet till Ystad som ung arkitekt, där han blev stadsarkitekt. Efter Ystads stadsbrand 1891 kom han att bli den som ritade många av stadens offentliga byggnader och även villor. Ystads teater är en av de mer välkända svenska landsortsteatrarna.
Boisen bodde i Ystad fram till sin död 1908. Han var gift två gånger, först med danskan Therese Plenge och sedan med den Ystadfödda Hilda Petersson, dotter till magistratssekreteraren Carl Petersson. Den första hustrun fick lungsot och han reste med henne och de båda små döttrarna till Italien av hälsoskäl. Men hon försämrades och dog inom kort liksom de båda döttrarna, två respektive fyra år gamla. Hemma i Sverige fanns den då ettårige sonen Lars i Hilda Peterssons vård.
Peter Boisen såg tidigt till att skaffa sig gedigna byggnadstekniska kunskaper, och på Det Kongelige Danske Kunstakademi i Köpenhamn orienterade han sig i arkitekturhistorien under skickliga lärares ledning. I nästan femtio år var han verksam i Skåne, från 1868 som Ystads förste stadsarkitekt. Samtidigt var han en sträng och fordrande ritlärare vid stadens läroverk, och vid Mandelgrens slöjdskola. Han var verksam i en expansiv och eklektisk epok där influenser från många olika stilar satte sina spår på byggnader av varierande slag, så också på dem han ritade: industrier, hyreshus och privatvillor, kyrkor och kapell, järnvägsstationer, affärsbyggnader, sjukhus och allmännyttiga asyler, och en rad officiella byggnader, som tings- och rådhus och inte minst en spektakulär teater. I Ystad ersatte han den äldre, och osunda korsvirkesbebyggelsen med gediget byggda hus; tack vare honom blev den en stenstad. Mängden bevarade originalritningar i Ystads stads- och byggnadsarkiv är omfattande. (Ivo Holmqvist)

## Verk i urval
- Hassle-Bösarps kyrka, 1865–1866
- Solberga kyrka, 1865–1866
- Rådhuset i Simrishamn, 1867
- Tranås kyrka, Skåne, 1880–1881
- Tingshuset, Hammenhög, 1881
- Kristianstads läns idiotanstalt, Hässleholm, 1886
- Sisselas kapell (Borrby begravningsplats), 1886
- Ystads Teater, 1894
- Öja kyrka, 1894–1895
- Stationen i Köpingebro, 1896.
- Hotell Saltsjöbaden, 1896.
- Västra stationen i Malmö, 1896.
- Skånes Enskilda Bank, fasad, Hamng 6, Ystad 1900.
- Ljunits och Herrestads sparbank i Ystad 1901-1904.
- Ystad tingsrätt, 1902.
- Gårdhus i Kvesarum.

## Bilder

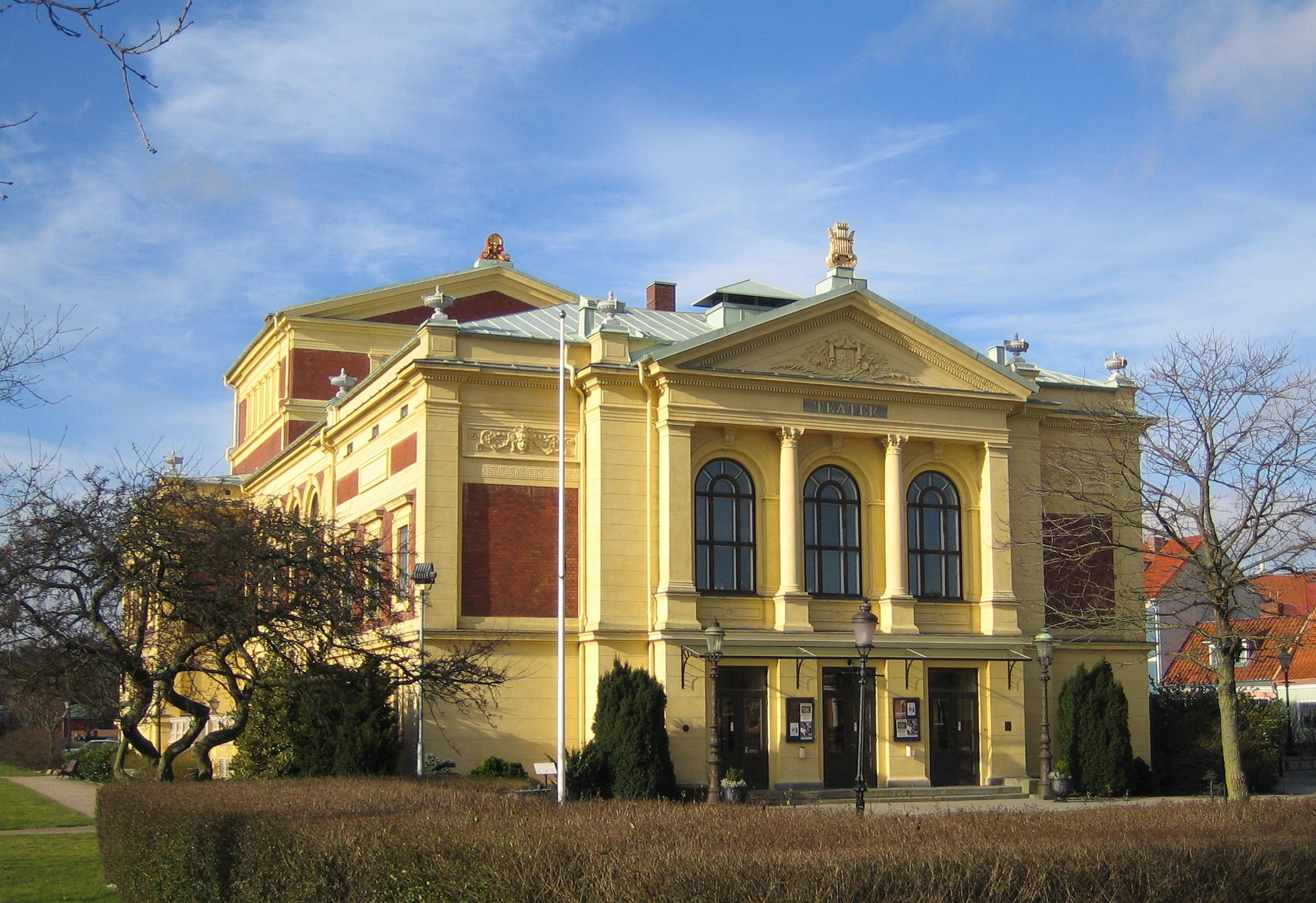
Ystads teater
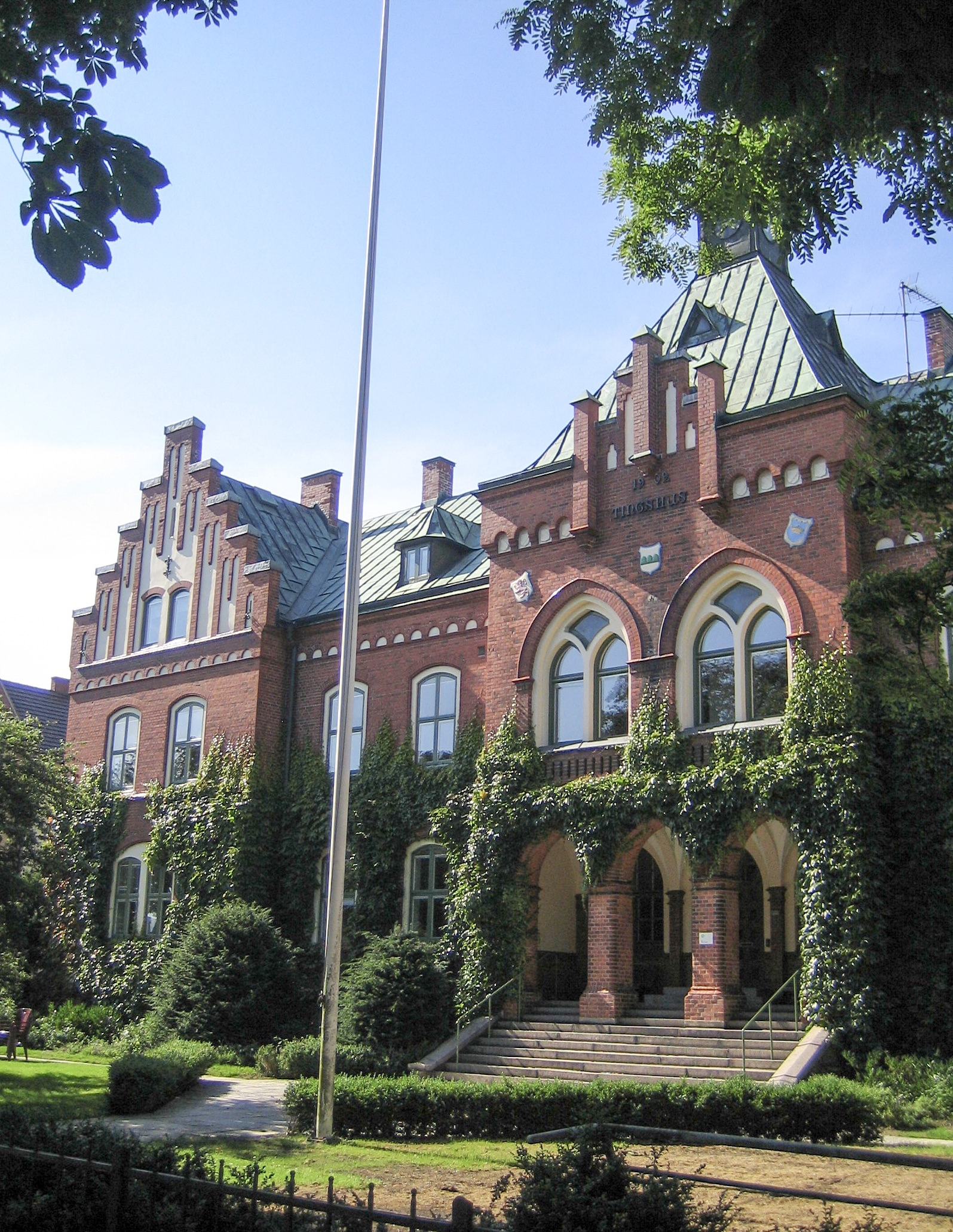
Ystad tingshus
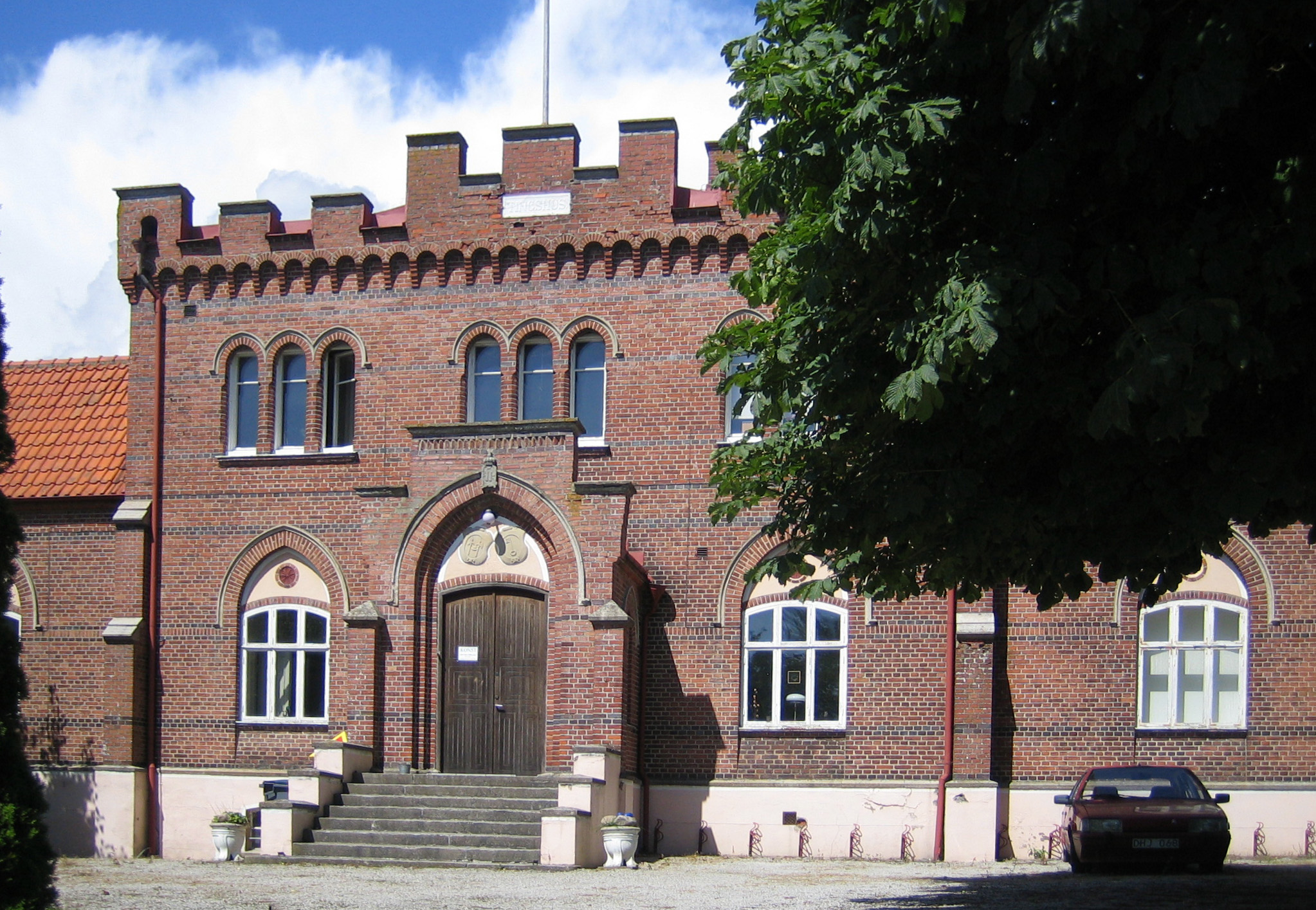
Hammenhög Tingshus
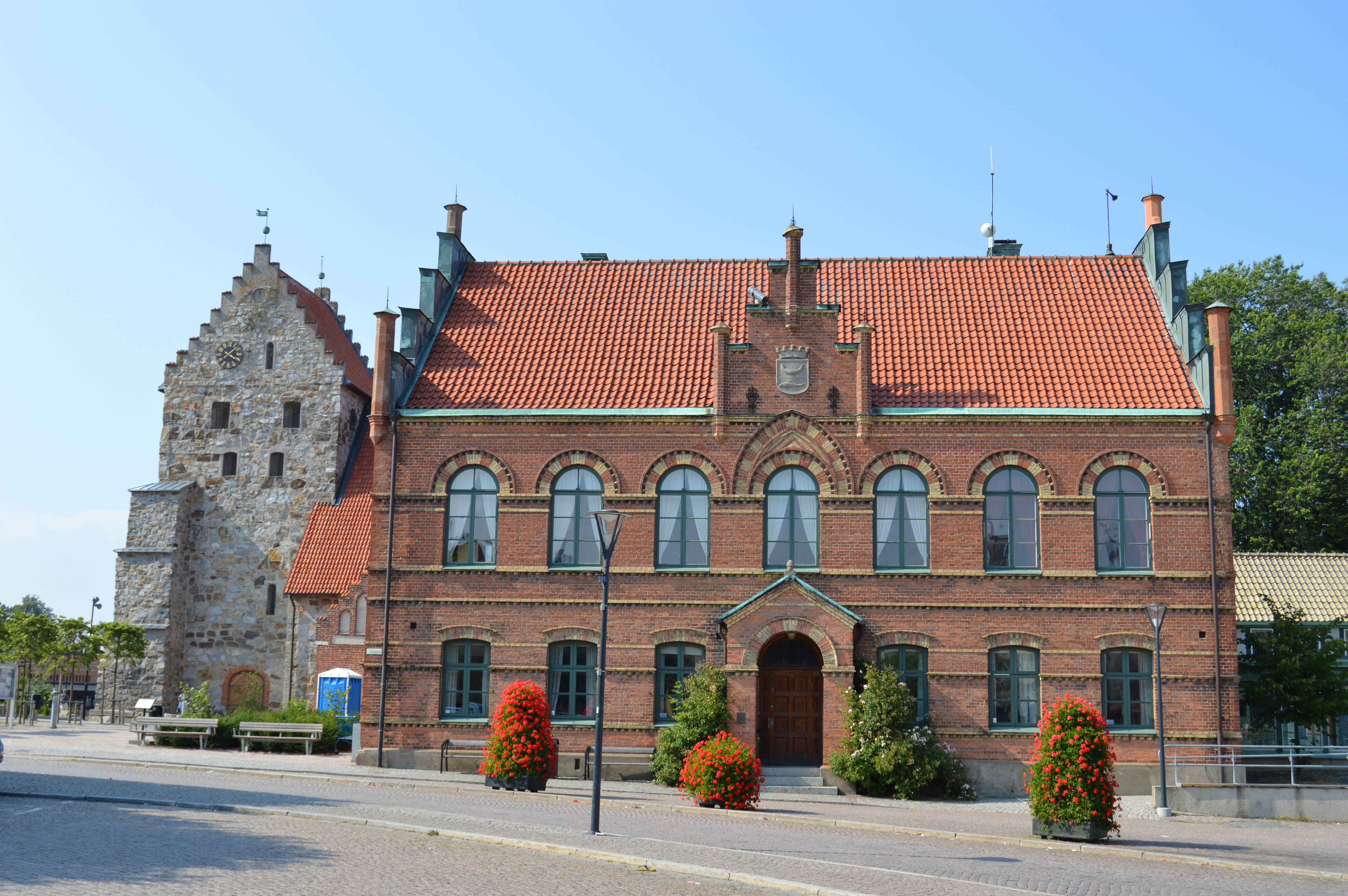
Simrishamns rådhus
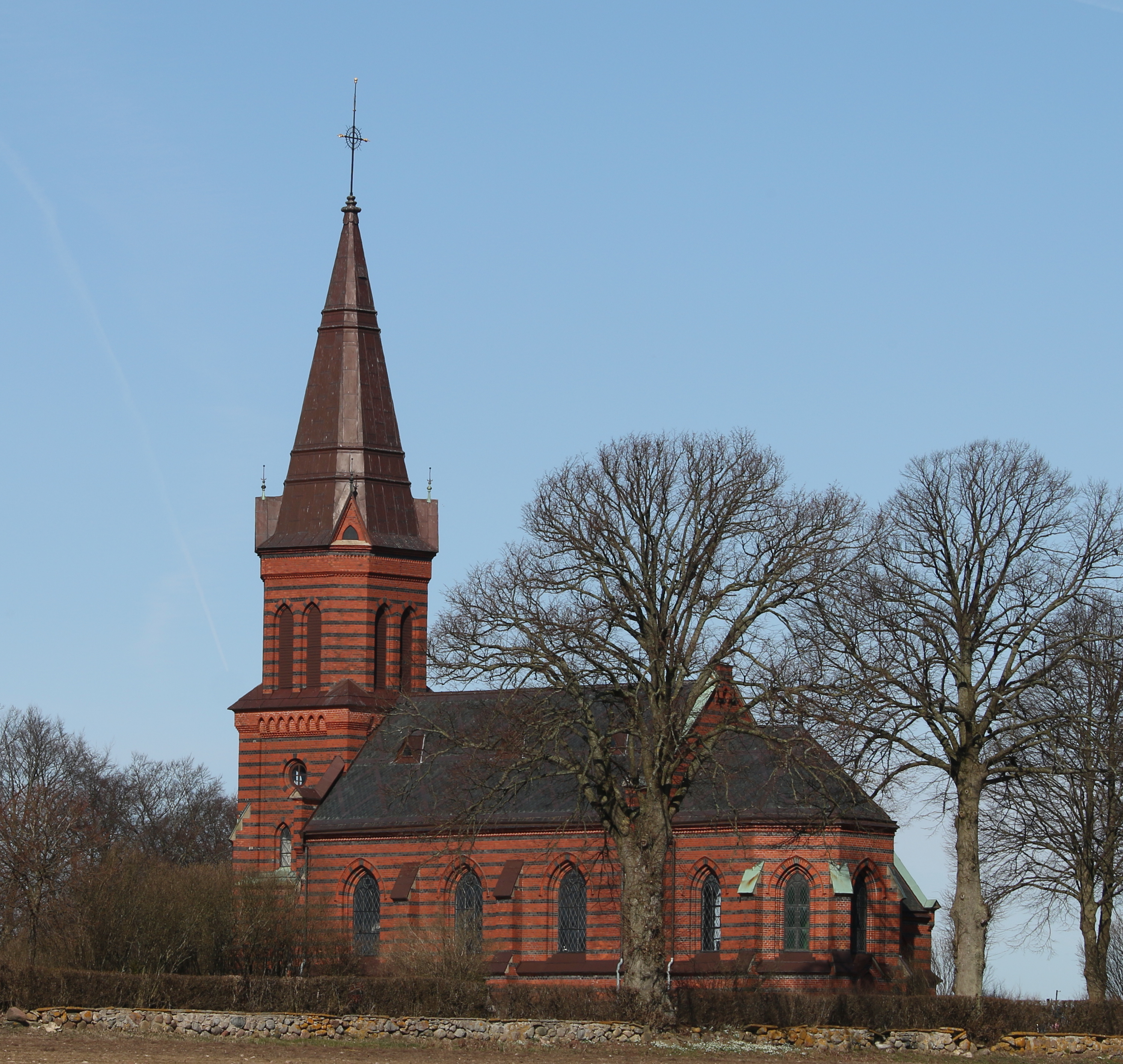
Öja kyrka